# Gamma Velidy
gamma Velidy – coroczny rój meteorów aktywny od 1 do 15 stycznia. Jego radiant znajduje się w gwiazdozbiorze Żagla. Maksimum roju przypada na 5 stycznia, jego aktywność jest określana jako niska, a obfitość roju wynosi 2 meteory/h. Prędkość w atmosferze meteorów tego roju to 33 km/s.
Radiant gamma Velid wyznaczył po raz pierwszy niemiecki astronom Cuno Hoffmeister 12 stycznia 1938 roku.
Rój nie jest widoczny z terytorium Polski.